# Volvariella
Volvariella è un genere di funghi basidiomiceti della famiglia Pluteaceae.
Al genere Volvariella appartengono funghi con le seguenti caratteristiche.

## Descrizione del genere

### Cappello
Viscoso, separabile dal gambo.

### Lamelle
Sottili, rosate, libere, con trama inversa.

### Carne
Tenera, a volte acquosa e molle, immutabile. Bianca, a volte rosata.
- Odore: di rapa o di ravanello.
- Sapore: spesso sgradevole (come di rapa), rafanoide gradevole in alcune specie.

### Volva
Membranosa (anche di grosse dimensioni), senza anello.

### Spore
Color rosa, senza poro germinativo.

## Commestibilità delle specie
Annovera specie di scarso rilievo gastronomico / non commestibili,  che non di rado vengono (pericolosamente) confuse con specie del genere Amanita per via della volva.

Le specie eduli di maggior interesse sono:
- Volvariella bombycina, che però non deve essere raccolta in quanto trattasi di specie rara.
- Volvariella volvacea, fungo di discreta commestibilità largamente commercializzato sott'olio nel cosiddetto "misto funghi".

## Tassonomia

### Sinonimi
- Agaricus trib. Volvaria Fr., Syst. mycol. (Lundae) 1: 277 (1821)
- Pseudofarinaceus Earle, Bull. New York Bot. Gard. 5: 449 (1909)
- Volva Adans., Fam. Pl. (1763)
- Volvaria (Fr.) P. Kumm., Führ. Pilzk. (Zerbst): 99 (1871)
- Volvariopsis Murrill, Mycologia 3(6): 280 (1911)
- Volvarius Roussel, Fl. Calvados, Edn 2: 59 (1806)[2]

### Specie diVolvariella
La specie tipo del genere è la Volvariella argentina Speg. 1898.
Altre specie appartenenti al genere sono:
- Volvariella aethiops
- Volvariella alabamensis
- Volvariella alachuana
- Volvariella bombycina
- Volvariella caesiotincta
- Volvariella loveiana
- Volvariella surrecta, nota per il suo curioso habitat di crescita, ossia i carpofori di Lepista nebularis.